# Campeonato Mundial de Atletismo de 2013 - 110 m com barreiras masculino
A prova dos 110 metros com barreiras masculino do Campeonato Mundial de Atletismo de 2013 foi disputada entre os dias 11 e 12 de agosto no Estádio Lujniki, em Moscou. 

## Recordes
Antes desta competição, os recordes mundiais e do campeonato nesta prova eram os seguintes.
| Tipo                  | Atleta        | Tempo | Local     | Data                  |
| --------------------- | ------------- | ----- | --------- | --------------------- |
|                       | Aries Merritt | 12:80 | Bruxelas  | 7 de setembro de 2012 |
| Recorde do campeonato | Colin Jackson | 12:91 | Stuttgart | 20 de agosto de 1993  |

## Medalhistas
| Ouro               | Prata             | Bronze                |
| David Oliver (USA) | Ryan Wilson (USA) | Sergej Šubenkov (RUS) |

## Cronograma
| Data         | Hora  | Evento    |
| ------------ | ----- | --------- |
| 11 de agosto | 09:40 | Baterias  |
| 12 de agosto | 17:05 | Semifinal |
| 12 de agosto | 21:30 | Final     |

Todos os horários são horas locais (UTC +4)

## Resultados

### Baterias
Qualificação: Os 3 de cada bateria (Q) e os 3 mais rápidos (q) avançam para a semifinal. 
Vento: Bateria 1: +0.5 m/, Bateria 2: -0.3 m/, Bateria 3: +0.5 m/, Bateria 4: -0.6 m/ 
| Classificação | Bateria | Faixa | Nome                    | Nacionalidade            | Tempo | Nota  |
| ------------- | ------- | ----- | ----------------------- | ------------------------ | ----- | ----- |
| 1             | 4       | 5     | David Oliver            | Estados Unidos           | 13.05 | Q     |
| 2             | 4       | 2     | Sergej Šubenkov         | Rússia                   | 13.16 | Q, SB |
| 3             | 4       | 6     | Andrew Riley            | Jamaica                  | 13.27 | Q     |
| 4             | 3       | 3     | Aries Merritt           | Estados Unidos           | 13.32 | Q     |
| 5             | 1       | 3     | Jason Richardson        | Estados Unidos           | 13.33 | Q     |
| 5             | 3       | 8     | Thomas Martinot-Lagarde | França                   | 13.33 | Q     |
| 7             | 3       | 6     | Balázs Baji             | Hungria                  | 13.36 | Q, PB |
| 8             | 2       | 8     | Ryan Wilson             | Estados Unidos           | 13.37 | Q     |
| 9             | 1       | 8     | Konstantin Shabanov     | Rússia                   | 13.38 | Q, SB |
| 9             | 2       | 6     | Wayne Davis II          | Trinidad e Tobago        | 13.38 | Q, SB |
| 11            | 1       | 7     | Ryan Brathwaite         | Barbados                 | 13.40 | Q     |
| 12            | 1       | 2     | Mikel Thomas            | Trinidad e Tobago        | 13.41 | q     |
| 13            | 1       | 4     | Hansle Parchment        | Jamaica                  | 13.43 | q     |
| 14            | 4       | 3     | Artur Noga              | Polónia                  | 13.44 | q     |
| 15            | 3       | 7     | Gregory Sedoc           | Países Baixos            | 13.50 | q, SB |
| 16            | 2       | 9     | William Sharman         | Grã-Bretanha             | 13.51 | Q     |
| 17            | 1       | 1     | Martin Mazác            | Chéquia                  | 13.52 |       |
| 17            | 1       | 5     | Eddie Lovett            | Ilhas Virgens Americanas | 13.52 |       |
| 19            | 4       | 4     | Konstadinos Douvalidis  | Grécia                   | 13.55 |       |
| 20            | 4       | 1     | Ignacio Morales         | Cuba                     | 13.59 |       |
| 21            | 2       | 3     | Xie Wenjun              | China                    | 13.59 |       |
| 22            | 2       | 2     | Pascal Martinot-Lagarde | França                   | 13.63 |       |
| 23            | 2       | 7     | Philip Nossmy           | Suécia                   | 13.66 |       |
| 24            | 3       | 5     | Erik Balnuweit          | Alemanha                 | 13.68 |       |
| 25            | 3       | 4     | Orlando Ortega          | Cuba                     | 13.69 |       |
| 26            | 1       | 9     | Jiang Fan               | China                    | 13.87 |       |
| 27            | 4       | 9     | Greggmar Swift          | Barbados                 | 13.79 |       |
| 28            | 2       | 5     | Jorge McFarlane         | Peru                     | 13.93 |       |
| 29            | 4       | 7     | Rayzam Shah Wan Sofian  | Malásia                  | 14.45 |       |
| 30            | 3       | 9     | Othmane Hadj Lazib      | Argélia                  | 14.51 |       |
| 31            | 4       | 8     | Lac Jamras Rittidet     | Tailândia                | 14.71 |       |
| 32            | 1       | 6     | Iong Kim Fai            | Macau                    | 15.10 |       |
| 33            | 2       | 4     | Xaysa Anousone          | Laos                     | 16.21 | SB    |
| 34 !          | 3       | 2     | Dwight Thomas           | Jamaica                  | DNS   |       |

### Semifinal
Qualificação: Os 3 de cada bateria (Q) e os 2 mais rápidos (q) avançam para a final. 
Vento: Bateria 1: −0.3 m/s, Bateria 2: −0.3 m/s. 
| Classificação | Bateria | Faixa | Nome                    | Nacionalidade     | Tempo | Nota |
| ------------- | ------- | ----- | ----------------------- | ----------------- | ----- | ---- |
| 1             | 2       | 7     | Sergej Šubenkov         | Rússia            | 13.17 | Q    |
| 2             | 2       | 4     | David Oliver            | Estados Unidos    | 13.18 | Q    |
| 3             | 2       | 6     | Ryan Wilson             | Estados Unidos    | 13.20 | Q    |
| 4             | 2       | 9     | Andrew Riley            | Jamaica           | 13.30 | q    |
| 5             | 1       | 5     | Jason Richardson        | Estados Unidos    | 13.34 | Q    |
| 5             | 2       | 8     | William Sharman         | Grã-Bretanha      | 13.34 | q    |
| 7             | 2       | 2     | Artur Noga              | Polónia           | 13.35 |      |
| 8             | 1       | 6     | Thomas Martinot-Lagarde | França            | 13.39 | Q    |
| 9             | 1       | 7     | Aries Merritt           | Estados Unidos    | 13.44 | Q    |
| 10            | 1       | 3     | Mikel Thomas            | Trinidad e Tobago | 13.46 |      |
| 11            | 2       | 5     | Wayne Davis II          | Trinidad e Tobago | 13.47 |      |
| 12            | 1       | 9     | Balázs Baji             | Hungria           | 13.49 |      |
| 13            | 2       | 3     | Gregory Sedoc           | Países Baixos     | 13.54 |      |
| 14            | 1       | 8     | Ryan Brathwaite         | Barbados          | 13.64 |      |
| 15 !          | 1       | 2     | Hansle Parchment        | Jamaica           | DNF   |      |
| 15 !          | 1       | 4     | Konstantin Shabanov     | Rússia            | DNF   |      |

### Final
A final foi iniciada às 21:30. 
Vento: +0.3 m/s.
| Classificação     | Faixa | Nome                    | Nacionalidade  | Tempo | Nota |
| ----------------- | ----- | ----------------------- | -------------- | ----- | ---- |
| Medalha de ouro   | 4     | David Oliver            | Estados Unidos | 13.00 | WL   |
| Medalha de prata  | 9     | Ryan Wilson             | Estados Unidos | 13.13 |      |
| Medalha de bronze | 5     | Sergej Šubenkov         | Rússia         | 13.24 |      |
| 4                 | 7     | Jason Richardson        | Estados Unidos | 13.27 |      |
| 5                 | 2     | William Sharman         | Grã-Bretanha   | 13.30 |      |
| 6                 | 8     | Aries Merritt           | Estados Unidos | 13.31 |      |
| 7                 | 6     | Thomas Martinot-Lagarde | França         | 13.42 |      |
| 8                 | 3     | Andrew Riley            | Jamaica        | 13.51 |      |

Legenda
| Recorde mundial       | Recorde mundial (World record)               |                       | Recorde africano                      | Recorde africano (African) |                                           | Q | Classificado por posição (Qualified) |
| Recorde do campeonato | Recorde do campeonato (Championship record)  | Recorde da América    | Recorde da América (Americas)         | q                          | Classificado por melhor tempo (Qualified) |   |                                      |
| Melhor marca do ano   | Melhor marca do ano (World leading)          | Recorde asiático      | Recorde asiático (Asian)              | DNS                        | Não largou (Did not start)                |   |                                      |
| Recorde nacional      | Recorde nacional (National record)           | Recorde europeu       | Recorde europeu (European)            | DNF                        | Não terminou (Did not finish)             |   |                                      |
| Recorde pessoal       | Recorde pessoal do atleta (Personal best)    | Recorde da Oceania    | Recorde da Oceania (Oceania)          | DSQ / DQ                   | Desclassificado (Disqualified)            |   |                                      |
| Recorde da temporada  | Recorde da temporada do atleta (Season best) | Recorde sul-americano | Recorde sul-americano (South America) | NM                         | Sem marca (No mark)                       |   |                                      |